# 2024年平顶山煤矿事故
2024年1月12日，中国中部的河南省平顶山平顶山天安煤业的十二矿发生了一起煤矿事故。事件可能由煤炭和瓦斯爆炸导致，发生时间约为当地时间下午14:55。
事故的死亡人数已达到13人，仍有3人失踪。

## 事故
事故是一起可能涉及煤炭和瓦斯爆炸的爆炸事件。公安机关已经将矿山负责人拘留。涉事单位平顶山天安煤业已要求下属13对矿井立即停工停产。

## 响应和救援工作
事故发生后立即开始了救援行动。然而，由于担心进一步的滑坡，该地区的情况仍然危险，搜索行动不得不暂停数小时。尽管有这些挑战，救援人员和推土机正在挖掘成吨的土石和碎片，寻找失踪人员。